# Ottimizzazione convessa

Diagramma di Venn per le classi di problemi di ottimizzazione convessa. (LP: programmazione lineare, QP: programmazione quadratica, SOCP programma conica del secondo ordine, SDP: programmazione semidefinita, CP: programma conica)

L'ottimizzazione convessa è un sottocampo dell'ottimizzazione matematica che studia il problema della minimizzazione delle funzioni convesse (o, in modo equivalente, la massimizzazione di funzioni concave) su insiemi convessi. Molte classi di problemi di ottimizzazione convessa ammettono algoritmi con tempo polinomiale dove l'ottimizzazione matematica in generale è NP-hard.

## Proprietà
La convessità induce alcune proprietà interessanti che semplificano l’analisi.
- Un ottimo locale è anche un ottimo globale.[4]
- Se la funzione obiettivo è strettamente convessa, allora esiste al più un ottimo.[5]

La prima proprietà si dimostra per assurdo. Assumendo l'esistenza di un ottimo locale {\displaystyle x} e di un ottimo globale {\displaystyle x^{*}}, si impone la condizione di convessità per mostrare che non esiste un intorno di raggio {\displaystyle r>0} nel quale {\displaystyle x} può soddisfare la definizione di ottimo locale.

## Applicazioni
L'ottimizzazione convessa ha applicazioni in diverse discipline come nei sistemi di controllo, stima ed elaborazione dei segnali, nella progettazione di circuiti elettronici, e nelle reti, nell'analisi di dati e nella modellazione, in finanza e in statistica. Con i recenti avanzamenti nel calcolo e negli algoritmi di ottimizzazione, la programmazione convessa è quasi semplice come la programmazione lineare.